# Komunistický svaz mládeže Československa
Komunistický svaz mládeže Československa, přezdívaný podle sovětského vzoru Komsomol, byla mládežnická organizace v Československu, aktivní v letech 1921–1936, mládežnická složka Komunistické strany Československa. Organizací byla československá sekce Komunistické internacionály mládeže.

## Historie
V říjnu 1920 hlasovala většina Československé sociálně demokratické mládeže pro schválení jednadvaceti podmínek Komunistické internacionály a pro vstup do Mladé komunistické internacionály. V letech 1926–1932 zněl oficiální název Říšská organizace mládeže Komunistické strany Československa, po restruktualizaci v roce 1932 Mládež Komunistické strany Československa.
Komunistický svaz mládeže Československa byl založen 20. února 1921 sloučením českých, slovenských a německých mládežnických skupin. Členská základna se pohybovala mezi 8 000 a 13 000, později dosáhla vrcholu asi 24 000 členů ve 30. letech 20. století. V roce 1922 bylo zahájeno pionýrské hnutí jako podsekce Ligy mladých komunistů.

## Vedení

### Ústřední tajemníci
- Jiří Koťátko
- Rudolf Hájek
- Karel Aksamit (1924–1926)
- Otto Synek (1929–1930)